# Warmux

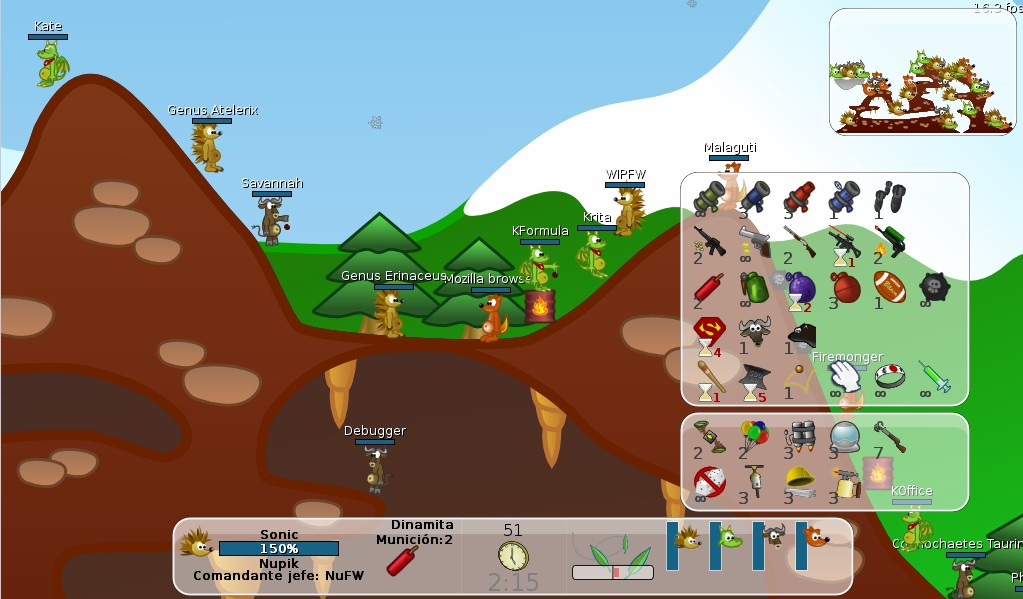
Zrzut ekranowy z menu wyboru broni

Warmux (zapisywane jako WarMUX; do listopada 2010 występowało pod tytułem Wormux) – dwuwymiarowa gra komputerowa wzorowana na popularnej grze Worms. W przeciwieństwie do pierwowzoru jest dostępna za darmo na licencji GPL.
W grze bierze udział od dwóch do czterech graczy, którzy kontrolują swoją drużynę. Jej celem jest zabicie graczy przeciwnika za pomocą przeróżnej broni (wyrzutni rakiet, dynamitu, kija bejsbolowego, miotacza płomieni itp.). Drużyny wzorowane są na maskotkach różnych projektów typu open source (np. Tux z Linuksa, Beastie z systemu FreeBSD czy kameleon z SUSE).
Od wersji 0.8 istnieje także możliwość gry poprzez sieć. Możliwa jest także gra z przeciwnikiem komputerowym (poprzez wpisanie w pole nazwy zespołu frazy „AI-stupid”), jednakże w chwili obecnej implementacja algorytmu sztucznej inteligencji znajduje się w powijakach.